# میگل کالدرون گومس
میگل کالدرون گومس (اسپانیایی: Miguel Calderón Gómez‎؛ زادهٔ ۳۰ اکتبر ۱۹۵۰) بازیکن بسکتبال اهل کوبا بود.